# Fressac
Fressac est une commune française située dans le centre du département du Gard, en région Occitanie. Elle est arrosée par le ruisseau Conturby, affluent du Vidourle.
Exposée à un climat méditerranéen, elle est drainée par le Conturby et par deux autres cours d'eau.
Fressac est une commune rurale qui compte 161 habitants en 2022, après avoir connu une forte hausse de la population depuis 1968.  Ses habitants sont appelés les Fressacois ou  Fressacoises.
Le patrimoine architectural de la commune comprend un immeuble protégé au titre des monuments historiques : le château, inscrit en 1992.

## Géographie

### Localisation
Fressac se trouve à 30 km au sud-ouest d'Alès et à 50 km au nord-ouest de Nîmes.
Le château de Fressac, dans les monts cévenols, surplombe les gorges du Conturby.

### Climat
Pour des articles plus généraux, voir Climat de l'Occitanie et Climat du Gard.
En 2010, le climat de la commune est de type climat méditerranéen franc, selon une étude s'appuyant sur une série de données couvrant la période 1971-2000. En 2020, Météo-France publie une typologie des climats de la France métropolitaine dans laquelle la commune est exposée à un climat méditerranéen et est dans la région climatique Provence, Languedoc-Roussillon, caractérisée par une pluviométrie faible en été, un très bon ensoleillement (2 600 h/an), un été chaud (21,5 °C), un air très sec en été, sec en toutes saisons, des vents forts (fréquence de 40 à 50 % de vents > 5 m/s) et peu de brouillards.
Pour la période 1971-2000, la température annuelle moyenne est de 13,5 °C, avec une amplitude thermique annuelle de 16,9 °C. Le cumul annuel moyen de précipitations est de 1 120 mm, avec 7,5 jours de précipitations en janvier et 3,7 jours en juillet. Pour la période 1991-2020, la température moyenne annuelle observée sur la station météorologique la plus proche, située sur la commune de Colognac à 9 km à vol d'oiseau, est de 12,3 °C et le cumul annuel moyen de précipitations est de 1 502,4 mm,. Pour l'avenir, les paramètres climatiques de la commune estimés pour 2050 selon différents scénarios d’émission de gaz à effet de serre sont consultables sur un site dédié publié par Météo-France en novembre 2022.

### Milieux naturels et biodiversité
Aucun espace naturel présentant un intérêt patrimonial n'est recensé sur la commune dans l'inventaire national du patrimoine naturel,,.

## Urbanisme

### Typologie
Au 1er janvier 2024, Fressac est catégorisée commune rurale à habitat dispersé, selon la nouvelle grille communale de densité à sept niveaux définie par l'Insee en 2022.
Elle est située hors unité urbaine et hors attraction des villes,.

### Occupation des sols
L'occupation des sols de la commune, telle qu'elle ressort de la base de données européenne d’occupation biophysique des sols Corine Land Cover (CLC), est marquée par l'importance des forêts et milieux semi-naturels (65,4 % en 2018), une proportion identique à celle de 1990 (65,4 %). La répartition détaillée en 2018 est la suivante : 
forêts (64,3 %), zones agricoles hétérogènes (20,3 %), cultures permanentes (14,4 %), milieux à végétation arbustive et/ou herbacée (1,1 %). L'évolution de l’occupation des sols de la commune et de ses infrastructures peut être observée sur les différentes représentations cartographiques du territoire : la carte de Cassini (XVIIIe siècle), la carte d'état-major (1820-1866) et les cartes ou photos aériennes de l'IGN pour la période actuelle (1950 à aujourd'hui).

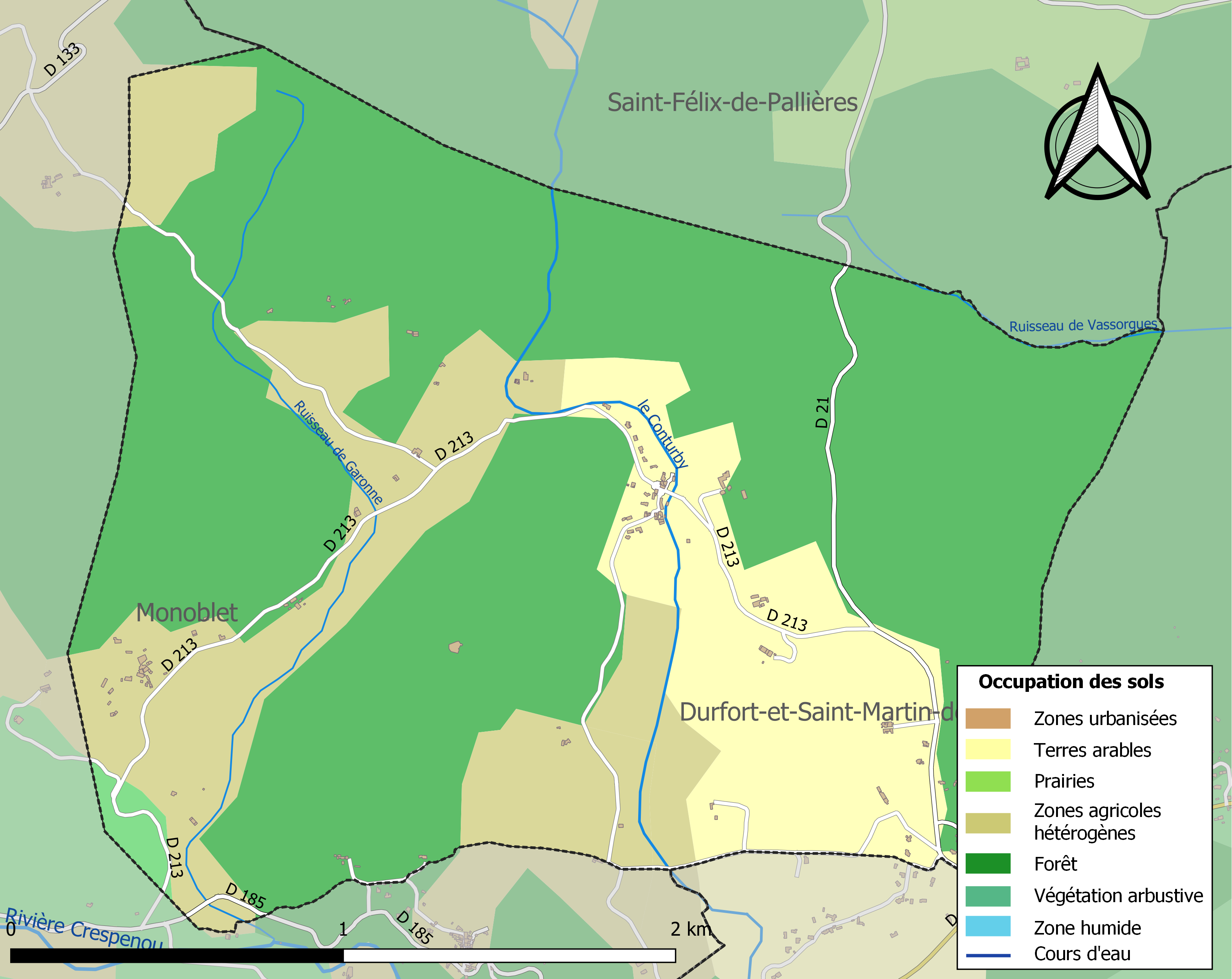
Carte des infrastructures et de l'occupation des sols de la commune en 2018 (CLC).

### Risques majeurs
Le territoire de la commune de Fressac est vulnérable à différents aléas naturels : météorologiques (tempête, orage, neige, grand froid, canicule ou sécheresse), inondations, feux de forêts, mouvements de terrains et séisme (sismicité faible). Il est également exposé à un risque particulier : le risque de radon. Un site publié par le BRGM permet d'évaluer simplement et rapidement les risques d'un bien localisé soit par son adresse soit par le numéro de sa parcelle.

#### Risques naturels
Certaines parties du territoire communal sont susceptibles d’être affectées par le risque d’inondation par débordement de cours d'eau et par une crue torrentielle ou à montée rapide de cours d'eau, notamment La commune a été reconnue en état de catastrophe naturelle au titre des dommages causés par les inondations et coulées de boue survenues en 1982, 1993, 1994, 1995, 1998 et 2002,.

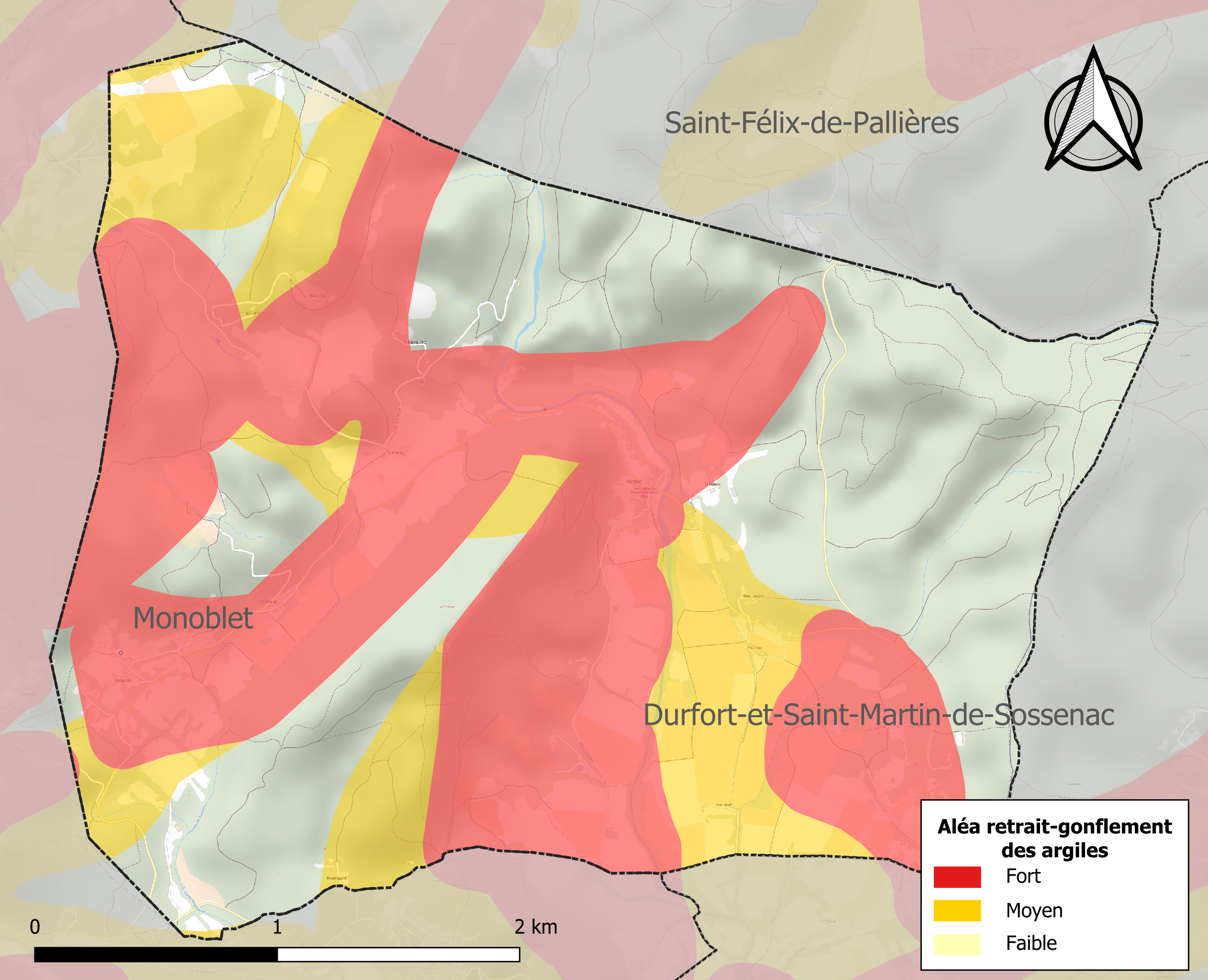
Carte des zones d'aléa retrait-gonflement des sols argileux de Fressac.

La commune est vulnérable au risque de mouvements de terrains constitué principalement du retrait-gonflement des sols argileux. Cet aléa est susceptible d'engendrer des dommages importants aux bâtiments en cas d’alternance de périodes de sécheresse et de pluie. 63,2 % de la superficie communale est en aléa moyen ou fort (67,5 % au niveau départemental et 48,5 % au niveau national). Sur les 95 bâtiments dénombrés sur la commune en 2019, 87 sont en aléa moyen ou fort, soit 92 %, à comparer aux 90 % au niveau départemental et 54 % au niveau national. Une cartographie de l'exposition du territoire national au retrait gonflement des sols argileux est disponible sur le site du BRGM,.
Par ailleurs, afin de mieux appréhender le risque d’affaissement de terrain, l'inventaire national des cavités souterraines permet de localiser celles situées sur la commune.

#### Risque particulier
Dans plusieurs parties du territoire national, le radon, accumulé dans certains logements ou autres locaux, peut constituer une source significative d’exposition de la population aux rayonnements ionisants. Certaines communes du département sont concernées par le risque radon à un niveau plus ou moins élevé. Selon la classification de 2018, la commune de Fressac est classée en zone 2, à savoir zone à potentiel radon faible mais sur lesquelles des facteurs géologiques particuliers peuvent faciliter le transfert du radon vers les bâtiments.

## Politique et administration

### Liste des maires
| Période                                  | Période  | Identité       | Étiquette | Qualité |
| ---------------------------------------- | -------- | -------------- | --------- | --- |
| 1989                                     | 2008     | Colas Valat    | DVG       | Vice-président de la Communauté de communes Cévennes-Garrigues Vice-président du Pays Aigoual Cévennes Chargé de mission au Conseil général du Gard Metteur en scène, auteur |
| 2008                                     | En cours | Laurent Martin | DVD       | Agriculteur |
| Les données manquantes sont à compléter. |          |                |           | |

## Population et société

### Démographie
L'évolution du nombre d'habitants est connue à travers les recensements de la population effectués dans la commune depuis 1793. Pour les communes de moins de 10 000 habitants, une enquête de recensement portant sur toute la population est réalisée tous les cinq ans, les populations de référence des années intermédiaires étant quant à elles estimées par interpolation ou extrapolation. Pour la commune, le premier recensement exhaustif entrant dans le cadre du nouveau dispositif a été réalisé en 2007.

En 2022, la commune comptait 161 habitants, en évolution de −9,04 % par rapport à 2016 (Gard : +2,97 %, France hors Mayotte : +2,11 %).
| 1793 | 1800 | 1806 | 1821 | 1831 | 1836 | 1841 | 1846 | 1851 |
| ---- | ---- | ---- | ---- | ---- | ---- | ---- | ---- | ---- |
| 140  | 129  | 124  | 120  | 105  | 114  | 103  | 109  | 120  |

| 1856 | 1861 | 1866 | 1872 | 1876 | 1881 | 1886 | 1891 | 1896 |
| ---- | ---- | ---- | ---- | ---- | ---- | ---- | ---- | ---- |
| 134  | 123  | 116  | 112  | 111  | 97   | 100  | 105  | 110  |

| 1901 | 1906 | 1911 | 1921 | 1926 | 1931 | 1936 | 1946 | 1954 |
| ---- | ---- | ---- | ---- | ---- | ---- | ---- | ---- | ---- |
| 98   | 114  | 103  | 95   | 74   | 79   | 71   | 73   | 69   |

| 1962 | 1968 | 1975 | 1982 | 1990 | 1999 | 2006 | 2007 | 2012 |
| ---- | ---- | ---- | ---- | ---- | ---- | ---- | ---- | ---- |
| 61   | 58   | 75   | 71   | 81   | 87   | 116  | 121  | 183  |

| 2017 | 2022 | - | - | - | - | - | - | - |
| ---- | ---- | - | - | - | - | - | - | - |
| 162  | 161  | - | - | - | - | - | - | - |

## Économie

### Revenus
En 2018  (données Insee publiées en septembre 2021), la commune compte 65 ménages fiscaux, regroupant 156 personnes. La médiane du revenu disponible par unité de consommation est de 19 930 € (20 020 € dans le département).

### Emploi
|                | 2008   | 2013   | 2018  |
| -------------- | ------ | ------ | ----- |
| Commune        | 15 %   | 12,8 % | 9,1 % |
| Département    | 10,6 % | 12 %   | 12 %  |
| France entière | 8,3 %  | 10 %   | 10 %  |

En 2018, la population âgée de 15 à 64 ans s'élève à 86 personnes, parmi lesquelles on compte 73,9 % d'actifs (64,8 % ayant un emploi et 9,1 % de chômeurs) et 26,1 % d'inactifs,. En  2018, le taux de chômage communal (au sens du recensement) des 15-64 ans est inférieur à celui de la France et du département, alors qu'en 2008 la situation était inverse.
La commune est hors attraction des villes,. Elle compte 17 emplois en 2018, contre 29 en 2013 et 17 en 2008. Le nombre d'actifs ayant un emploi résidant dans la commune est de 56, soit un indicateur de concentration d'emploi de 29,7 % et un taux d'activité parmi les 15 ans ou plus de 48,1 %.
Sur ces 56 actifs de 15 ans ou plus ayant un emploi, 10 travaillent dans la commune, soit 18 % des habitants. Pour se rendre au travail, 91,2 % des habitants utilisent un véhicule personnel ou de fonction à quatre roues, 1,8 % les transports en commun, 1,8 % s'y rendent en deux-roues, à vélo ou à pied et 5,3 % n'ont pas besoin de transport (travail au domicile).

### Activités hors agriculture
6 établissements sont implantés  à Fressac au 31 décembre 2019.
Le secteur des activités spécialisées, scientifiques et techniques et des activités de services administratifs et de soutien est prépondérant sur la commune puisqu'il représente 33,3 % du nombre total d'établissements de la commune (2 sur les 6 entreprises implantées  à Fressac), contre 14,9 % au niveau départemental.

### Agriculture
|               | 1988 | 2000 | 2010 | 2020 |
| ------------- | ---- | ---- | ---- | ---- |
| Exploitations | 9    | 6    | 7    | 5    |
| SAU (ha)      | 143  | 141  | 95   | 456  |

La commune est dans les Cévennes, une petite région agricole occupant l'ouest du département du Gard. En 2020, l'orientation technico-économique de l'agriculture  sur la commune est la viticulture. Cinq exploitations agricoles ayant leur siège dans la commune sont dénombrées lors du recensement agricole de 2020 (neuf en 1988). La superficie agricole utilisée est de 456 ha,,.

### Patrimoine environnemental

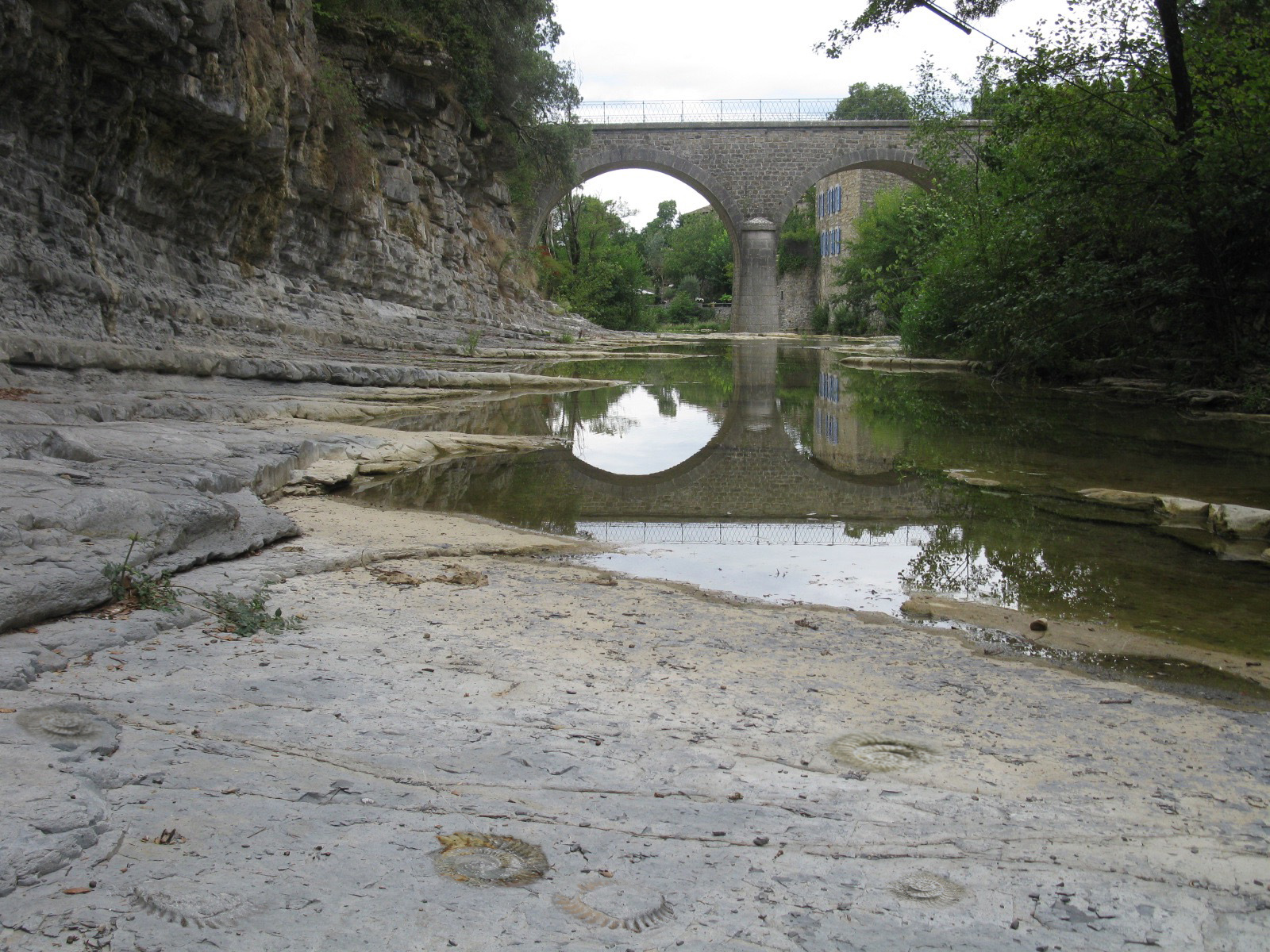
Patrimoine paysager et fossilifère : dalle triasique ou jurassique à Ammonoidea in situ, sous le pont enjambant la rivière Conturby (Fressac).

## Culture locale et patrimoine

### Édifices civils
- Château de Fressac.
- Moulin de Baïle et Bousquet.

### Édifices religieux
- Église de Fressac[25].

### Personnalités liées à la commune
- Colas Valat : metteur en scène, auteur, maire de Fressac.

## Héraldique
| Blason de Fressac | Blason  | D'argent, à une croix de gueules, chargée de cinq besants d'argent. |
| Blason de Fressac | Détails | Le statut officiel du blason reste à déterminer.                    |